# Bolesław Ochodek
Bolesław Ochodek (ur. 29 stycznia 1953, zm. 9 czerwca 2018) – polski specjalista w zakresie mechaniki, doktor nauk technicznych, profesor nadzwyczajny i prorektor Państwowej Wyższej Szkoły Zawodowej im. Stanisława Staszica w Pile.

## Życiorys
W 1978 ukończył studia na kierunku mechanika w Politechnice Poznańskiej. W 1990 uzyskał stopień naukowy doktora nauk technicznych na Wydziale Budowy Maszyn Politechniki Poznańskiej. Był współtwórcą Państwowej Wyższej Szkoły Zawodowej im. Stanisława Staszica w Pile w ramach, której piastował w latach 2002–2013 funkcję prorektora ds. organizacji i rozwoju, a następnie od 2017 do momentu śmierci funkcje prorektora ds. jakości kształcenia i studentów.

## Publikacje
- Bolesław Ochodek, Mirosław Ochodek, Algorytmy i struktury danych, wyd. Państwowa Wyższa Szkoła Zawodowa w Pile, 2003, ISBN 83-917446-0-4
- Bolesław Ochodek, Technologia informacyjna w dydaktyce przedmiotów humanistycznych, wyd. Państwowa Wyższa Szkoła Zawodowa w Pile, 2006, ISBN 83-89795-05-1